# Osaka (書体)

Osaka等の様々なゴシック体の書体見本。

Osakaフォントとは、Classic Mac OS日本語版において標準フォント・システムフォントとして使われた日本語フォント。Mac OS X、OS Xにも収録されていた。macOS Sierra以降のmacOSにおいては追加ダウンロードで使用できる。

## 概要
書体としてはサンセリフ（ゴシック体）に分類される。
1992年の日本語版OS「漢字Talk 7」でTrueTypeフォントとなってからは全角文字・半角カナ部分が平成角ゴシック W5、それ以外のラテン文字がGenevaを組み合わせたデザインとなっている。
プロポーショナルであるレギュラースタイルのほか、漢字Talk 7からはOsaka−等幅 (Osaka-Mono) があり、平成角ゴシックとMonacoの組み合わせとなっている。
Osaka−等幅は、macOS において Font Book から導入可能な唯一の日本語等幅フォントであるため、ウェブブラウザのデフォルト設定やCSSで等幅 (Monospace) フォントとして指定されていることが多い。
Mac OS 8.5以降9.2.2までには、システムフォント専用としてOsaka Bold、Osaka Narrowというビットマップフォントが追加されていた。このビットマップフォントと同じものはSolarisでもpcf形式で付属していて主にCDE上でのUIやターミナルフォントとして使用されていた。このビットマップフォントはBridgeが制作したものでBRG新ゴシックという。
漢字Talk 1.xにはまだOsakaフォントはなく、代わりにSapporoフォントが付属していた。
漢字Talk 2以降6までにはゴシック体の大阪フォント（フォント指定はOsaka）と明朝体の京都フォント（同Kyoto）が付属していた。漢字Talk 6.0.xまでの大阪フォントのラテン文字はHelveticaだった。漢字Talk 1.xに付属していたSapporoの丸漢（全角）フォントの字体は大阪16ドット（Osaka18ポイント）にそのまま採用されたが、Sapporoおよび大阪16ドットはJIS C 6226-1978を用いていたため、JIS X 0208-1983がベースである他サイズとは一部で字体が異なっていた。
漢字Talk 6.0.xにおいては、KyotoよりもPostScriptフォントのリュウミンL-KLの代用である細明朝体（さいみんちょう）が多用された。Osakaはシステムフォントであるため、中ゴシック体への置き換えはできなかった。
等幅フォントとして、等幅明朝と等幅ゴシックがあった（丸漢フォントは細明朝と中ゴシックを用いる）。Foreign System Fonts ファイルをインストールすることにより、Osaka・細明朝体・中ゴシック体（および等幅）にNEC特殊文字が追加された。
Kyotoは漢字Talk 7で廃止された。細明朝体と中ゴシック体はOsakaとともにそのまま残ったが、Osakaとは異なりTrueType化されずに現在に至る。特殊文字ファイルのインストールで、細明朝体と中ゴシック体にNEC特殊文字が追加することが可能だが、OsakaはMacJapaneseのままでNEC特殊文字には対応しない。
電子メールのメーラーでは、Classic Mac OSにおいてOsakaを指定されている（違うフォントを使った場合、文字化けを起こすため）。